# تلوریم هگزافلوئورید
تلوریم هگزافلوئورید (به انگلیسی: Tellurium hexafluoride) با فرمول شیمیایی TeF۶ یک ترکیب شیمیایی است. که جرم مولی آن ۲۴۱٫۵۹ g/mol می‌باشد. 

## کاربرد ها
هگزا فلوراید تلوریوم به عنوان ماده اولیه برای تولید رادیو ایزوتوپ های پایدار برای کاربرد های پزشکی استفاده میشود.

## خطرات
هگزا فلوراید تلوریوم بسیار سمی است ، به طوری که دوز 5ppm آن میتواند یک موش را در ۱ ساعت ، و موش صحرایی ، خرگوش و خوکچه هندی را در ۴ ساعت بکشد.